# Hede landskommun, Härjedalen
För landskommunen med detta namn i Bohuslän, se Hede landskommun, Bohuslän.

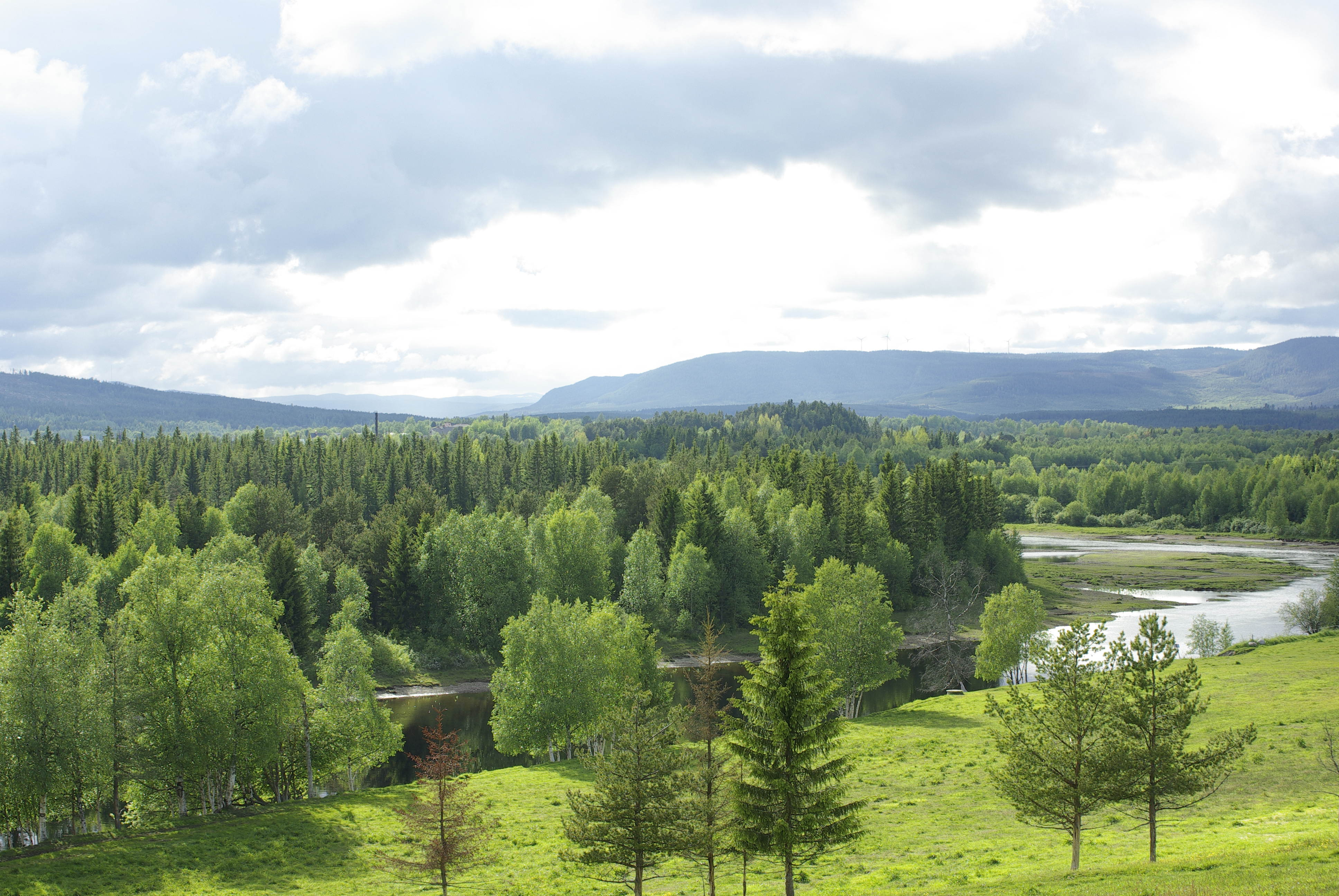
Vy över Hede och Ljusnan.

Hede landskommun var en kommun i Jämtlands län. 

## Administrativ historik
Kommunen inrättades i Hede socken i Härjedalen när 1862 års kommunalförordningar började gälla den 1 januari 1863. År 1895 bröts en del ut för att bilda Storsjö landskommun (ingår numera i Bergs kommun).
Vid kommunreformen 1952 bildade den storkommun tillsammans med förutvarande Vemdalens landskommun. År 1971 infördes enhetlig kommuntyp och Hede landskommun ombildades därmed till den kortlivade Hede kommun. Området tillhör sedan 1974 Härjedalens kommun.

### Kyrklig tillhörighet
I kyrkligt hänseende tillhörde kommunen Hede församling och till 1895 också Storsjö församling. Den 1 januari 1952 tillkom Vemdalens församling.

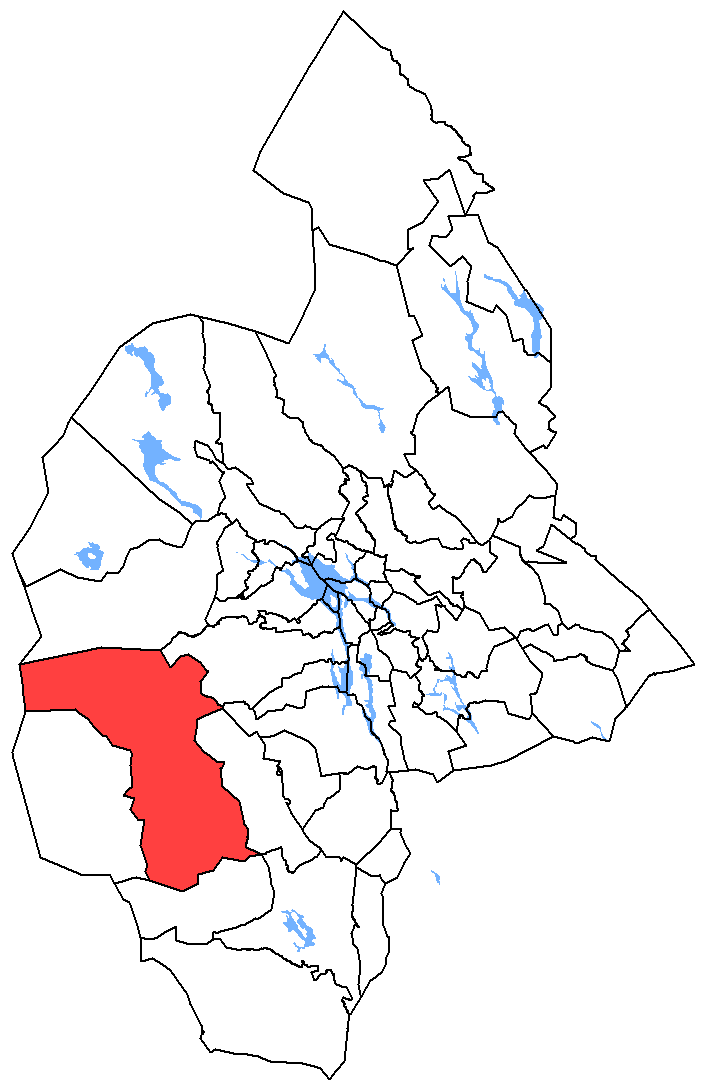
Hede landskommuns ursprungliga omfattning 1863–94.
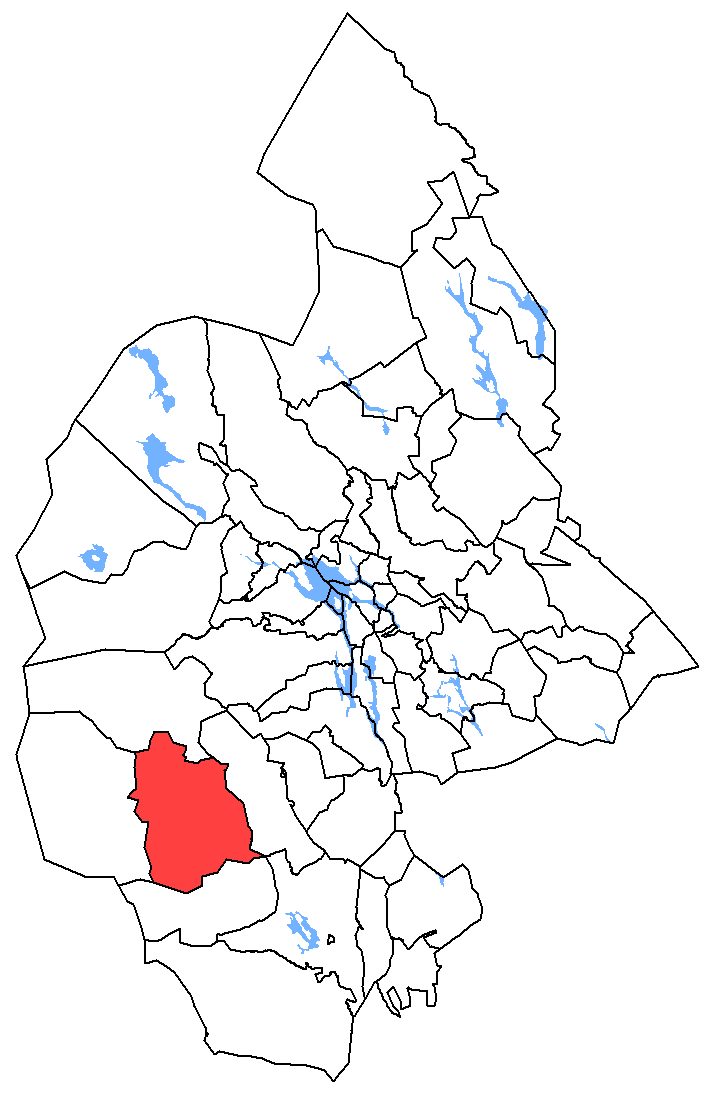
Hede landskommun 1895–1951.
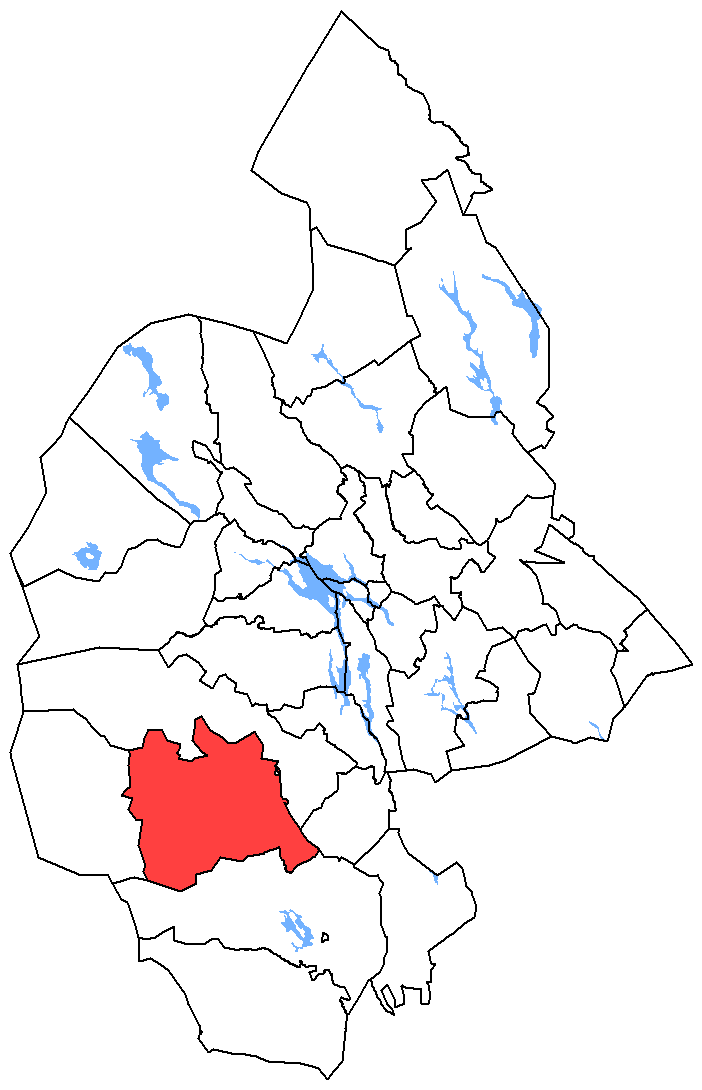
Hede landskommun 1952–70, Hede kommun 1971–73

## Geografi
Hede landskommun omfattade den 1 januari 1952 en areal av 2 854,06 km², varav 2 810,60 km² land.

### Tätorter i kommunen 1960
| Tätort     | Folkmängd |
| ---------- | --------- |
| Vemdalen   | 400       |
| Hede       | 385       |
| Norra Hede | 319       |
| Hedeviken  | 265       |

Tätortsgraden i kommunen var den 1 november 1960 44,0 procent.

## Politik

### Mandatfördelning i valen 1938-1970
| 12 | 8 |

| 20 |

| 10 | 10 |

| 19 |

| 6 | 9 | 5 |

| 19 |

| 2 | 16 | 7 | 10 |

| 32 |

| 3 | 17 | 6 | 6 | 3 |

| 35 |

|  | 14 | 4 | 4 | 5 | 4 | 3 |

| 33 |

|  | 19 | 4 | 5 | 4 | 2 |

| 32 |

| 2 | 17 | 3 | 6 | 5 | 2 |

| 31 |

| 2 | 17 | 3 | 8 | 4 |  |

| 28 | 7 |

### Fotnoter
1. ↑  Andersson, Per (1993). Sveriges kommunindelning 1863–1993. Mjölby: Draking. Libris 7766806. ISBN 91-87784-05-X
2. ↑   (PDF) Folkräkningen den 31 december 1950, I, Areal och folkmängd inom särskilda förvaltningsområden m.m., Tätorter. Stockholm: Statistiska centralbyrån. 1952-05-19. sid. 113. Arkiverad från originalet den 1 oktober 2014. https://www.webcitation.org/6T09ZkyrB?url=http://www.scb.se/Grupp/Hitta_statistik/Historisk_statistik/_Dokument/SOS/Folkrakningen_1950_1.pdf. Läst 9 oktober 2014 Arkiverad 29 oktober 2013 hämtat från the Wayback Machine.
3. ↑  SCB Folkräkningen 1960 del 2 Arkiverad 24 september 2015 hämtat från the Wayback Machine. sida 44 i pdf:en